# U de Goryeo
U de Goryeo (frequentemente escrito Woo, 1363 – 1389) governou Goryeo (Coreia) de 1374 até 1388. É o único rei na longa história da Coreia a nunca ter tido um título póstumo para o seu reino.